# Javoříčko (Luká)

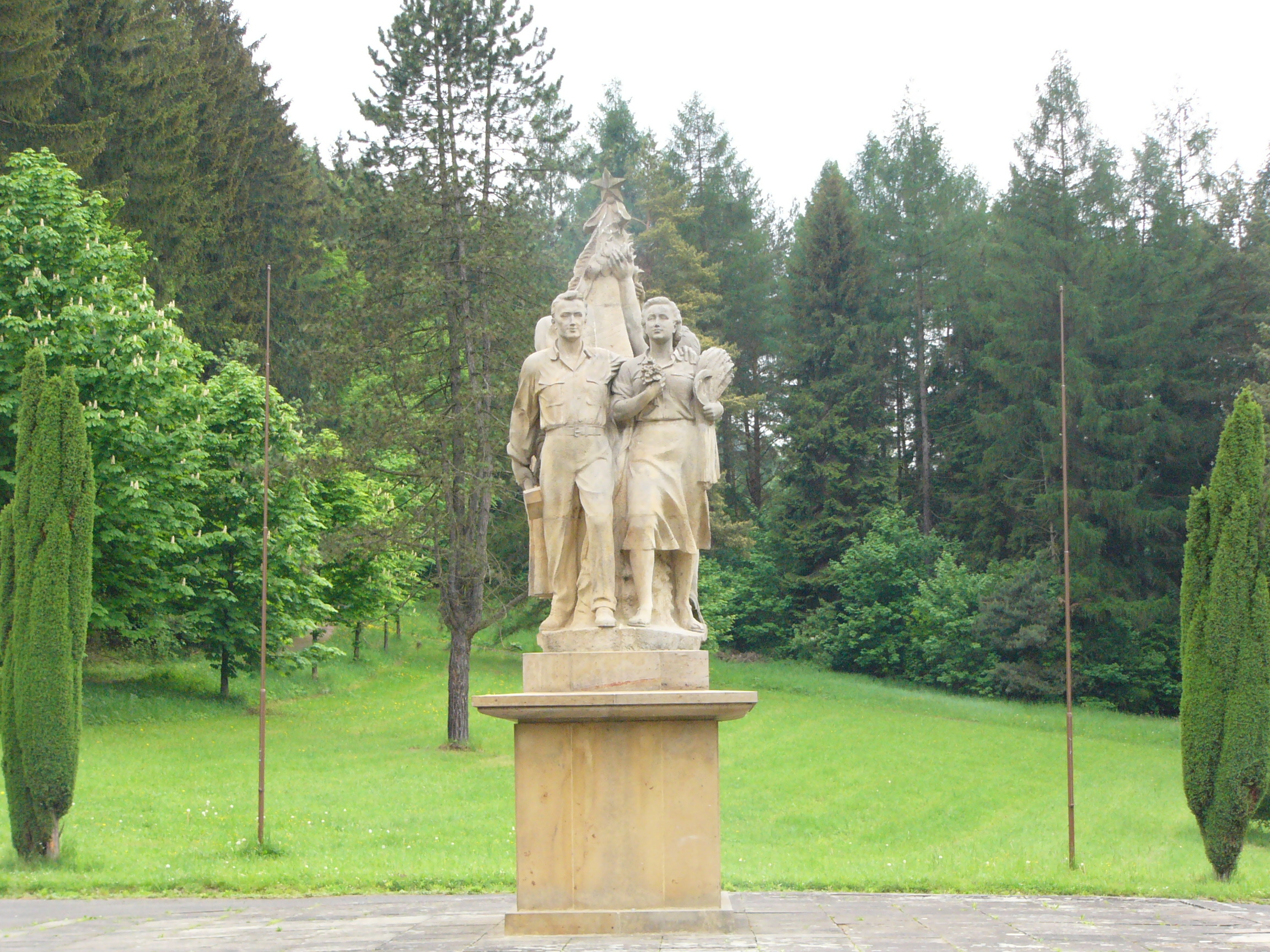
Denkmal in Javoříčko

Javoříčko (deutsch Jaworitsch) ist ein Ortsteil der Gemeinde Luká in Tschechien. Er liegt 18 Kilometer südwestlich von Uničov und gehört zum Okres Olomouc. In den letzten Tagen des Zweiten Weltkriegs wurde Javoříčko von der SS zerstört. Nach dem Krieg wurde das Dorf an der gegenüberliegenden Seite des Baches neu aufgebaut. An der Stelle des früheren Javoříčko befindet sich heute eine Gedenkstätte.

## Geographie
Javoříčko befindet sich im Tal der Javoříčka im Norden des Drahaner Berglandes. Nördlich erheben sich der Holý kopec (514 m) und die Paní hora (485 m). Im Südwesten liegt der Berg Zkamenělý zámek (538 m) mit der Burgruine Špránek und der Tropfsteinhöhle von Javoříčko.
Nachbarorte sind Hvozdečko im Norden, Střemeníčko im Nordosten, Slavětín im Osten, Veselíčko im Südosten, Březina im Süden, Milkov und Otročkov im Südwesten, Kadeřín im Westen sowie Blažov und Bouzov im Nordwesten.

## Geschichte
Die erste urkundliche Erwähnung des Dorfes Javorovice erfolgte 1348 in der mährischen Landtafel. Später wurde der Ort auch als Javorové, Javorov oder Javoří bezeichnet. Seit 1464 ist der heutige Name Javoříčko nachweisbar.
Seit 1850 gehörte die Gemeinde Javoříčko zum Bezirk Litovel. 1868 wurde das Dorf ein Ortsteil von Březina und ab 1890 gehörte es zu Střemeníčko. Zu Beginn des 20. Jahrhunderts wurde der Ort wegen seiner Lage in einem romantischen Tal nahe der Burg Bouzov zu einer Sommerfrische.
Im Jahre 1937 hatte Javoříčko 174 Einwohner und bestand aus 33 Häusern.
1938 entdeckte der Förster Vilém Švec im Špránekberg, an dem früher Kalksteinbrüche betrieben wurden, die Höhle von Javoříčko.
Am 5. Mai 1945 wurde Javoříčko wegen des Verdachts der Unterstützung von Partisanen von einer auf der Burg Bouzov stationierten Abteilung der SS unter Führung von Unterscharführer Egon Lüdemann gestürmt und alle 38 zu dieser Zeit im Dorf befindlichen Männer im Alter über 15 Jahren erschossen. Bis auf die Kapelle und die Schule wurde das gesamte Dorf niedergebrannt. Der Ort wird seit dieser Zeit auch als Mährisches Lidice bezeichnet. Die Hintergründe dieses Massakers konnten nicht vollständig aufgeklärt werden. Es gilt als wahrscheinlich, dass Bewohner des Ortes mit der Partisaneneinheit Jermak zusammenarbeiteten.
Nach dem Zweiten Weltkrieg entstand Javoříčko als kleine Ansiedlung nordöstlich des früheren Dorfes an neuer Stelle wieder. 1955 lebten in den drei Häusern von Javoříčko 12 Menschen.
Im Jahre 1955 wurde an der Stelle des alten Dorfes über dem Massengrab das vom Bildhauer Jan Tříska und dem Architekten Miroslav Putna geschaffene Denkmal des Sieges errichtet, das 1978 zum Nationalen Kulturdenkmal der Tschechoslowakei erklärt wurde.
Nach der Auflösung des Okres Litovel kam der Ort 1961 zum Okres Olomouc. Gleichzeitig wurde Javoříčko mit der Gemeinde Střemeníčko nach Luká eingemeindet. 1991 hatte der Ort 60 Einwohner. Im Jahre 2001 bestand das Dorf aus 15 Häusern, in denen 52 Menschen lebten.

## Sehenswürdigkeiten
- Javoříčská jeskyně, Tropfsteinhöhle
- Zkamenělý zámek mit Ruine der Burg Špránek
- Gedenkstätte Javoříčko mit Denkmal des Sieges, errichtet 1955 an der Stelle des von der SS niedergebrannten Dorfes Javoříčko
- Burg Bouzov